# Plazmosfera

Plazmosfera oznaczona cyfrą 7

Plazmosfera – obszar wewnątrz ziemskiej magnetosfery, bogaty w plazmę. Region ten jest zlokalizowany ponad jonosferą.
Stosunkowo wysoka gęstość występującej tam plazmy jest wynikiem linii ziemskiego pola magnetycznego, które łapią i przetrzymują swobodne elektrony i jony pochodzące m.in. z wiatru słonecznego.
Plazmosfera jest gorąca – temperatura plazmy waha się w przedziale od ok. 6000 K do ok. 35 000 K. Plazmosfera kończy się plazmopauzą.